# Liwa-oasen
Liwa-oasen (arabiska: وَاحَـة لِـيْـوَا, Wahat Liwa), eller bara Liwa, är en oas i södra Förenade arabemiraten. Den ligger i emiratet Abu Dhabi.